# Лук нереидоцветный
Лук нереидоцветный (лат. Allium neriniflorum) — многолетнее травянистое растение, вид рода Лук (Allium) семейства Луковые (Alliaceae).

## Распространение и экология
В природе ареал вида охватывает северо-восточные районы Монголии и Китая. В России встречается только в Забайкальском крае в районе реки Онон.
Произрастает на сухих склонах.

## Ботаническое описание
Луковицы одиночные, от яйцевидно-шаровидной до шаровидной формы, диаметром 1—2 см, с серовато-чёрной плёнчатой оболочкой. Цветонос одиночный, иногда в числе двух, высотой 20—50 см, тонкий, часто извилистый, цилиндрический, у основания покрыт влагалищами листьев.
Листья в числе двух—шести, дудчатые, цилиндрические или близкие к цилиндрическим, шириной 1—3 мм, по длине равны цветоносу или длиннее его.
Соцветие — рыхлый, малоцветковый, пучковатый или пучковато-полушаровидный зонтик с неопадающей обёрткой. Цветоножки разной длины, от 7 до 11 см, с прицветниками. Околоцветник звёздчато-раскрытый, листочки его продолговато-яйцевидные, длиной 7—10 мм (внутренние обычно длиннее и шире внешних), у основания сросшиеся в трубку длиной 2—3 мм. Цвет их от красного до пурпурного, реже белый. Нити тычинок шиловидные, длиной примерно наполовину короче листочков околоцветника, сросшиеся у основания и с околоцветником на длину 2—3 мм. Завязь округло—коническая, рыльце трёхлопастное.
Цветёт лук нереидоцветный в июле—августе. Размножается семенами.

## Таксономия
Вид Лук нереидоцветный входит в род Лук (Allium) семейства Луковые (Alliaceae) порядка Спаржецветные (Asparagales).
|  |                                      |  |                                                             |                                                             |                   |  | ещё 24 семейства (согласно Системе APG II) | ещё 24 семейства (согласно Системе APG II) |                        |  |  |  | ещё более 870 видов |
|  |                                      |  |                                                             |                                                             |                   |  | ещё 24 семейства (согласно Системе APG II) | ещё 24 семейства (согласно Системе APG II) |                        |  |  |  | ещё более 870 видов |
|  |                                      |  |                                                             | порядок Спаржецветные                                       |                   |  |                                            |                                            | род Лук                |  |  |  |                     |
|  |                                      |  |                                                             | порядок Спаржецветные                                       |                   |  |                                            |                                            | род Лук                |  |  |  |                     |
|  | отдел Цветковые, или Покрытосеменные |  |                                                             |                                                             | семейство Луковые |  |                                            |                                            | вид Лук нереидоцветный |  |  |  |                     |
|  | отдел Цветковые, или Покрытосеменные |  |                                                             |                                                             | семейство Луковые |  |                                            |                                            |                        |  |  |  |                     |
|  |                                      |  | ещё 44 порядка цветковых растений (согласно Системе APG II) | ещё 44 порядка цветковых растений (согласно Системе APG II) |                   |  |                                            | ещё около 300 родов                        | ещё около 300 родов    |  |  |  |                     |
|  |                                      |  |                                                             | ещё 44 порядка цветковых растений (согласно Системе APG II) |                   |  |                                            |                                            | ещё около 300 родов    |  |  |  |                     |

Статус в Красной книге: 2а — таксоны, численность которых неуклонно сокращается в результате изменения условий существования или разрушения местообитаний. Факторы, лимитирующие численность: чрезмерный выпас скота, а также сбор цветущих растений на букеты.